# كرايغ غولدمان
كرايغ غولدمان (بالإنجليزية: Craig Goldman)‏ هو سياسي أمريكي، ولد في 3 أكتوبر 1968 في فورت وورث في الولايات المتحدة. حزبياً، نشط في الحزب الجمهوري. وقد انتخب عضو مجلس نواب تكساس.

## وصلات خارجية
- الموقع الرسمي